# Ceroplesis griseotincta
Ceroplesis griseotincta är en skalbaggsart som beskrevs av Leon Fairmaire 1891. Ceroplesis griseotincta ingår i släktet Ceroplesis och familjen långhorningar.
Artens utbredningsområde är Kenya. Inga underarter finns listade i Catalogue of Life.